# Frutiger (tipo de letra)

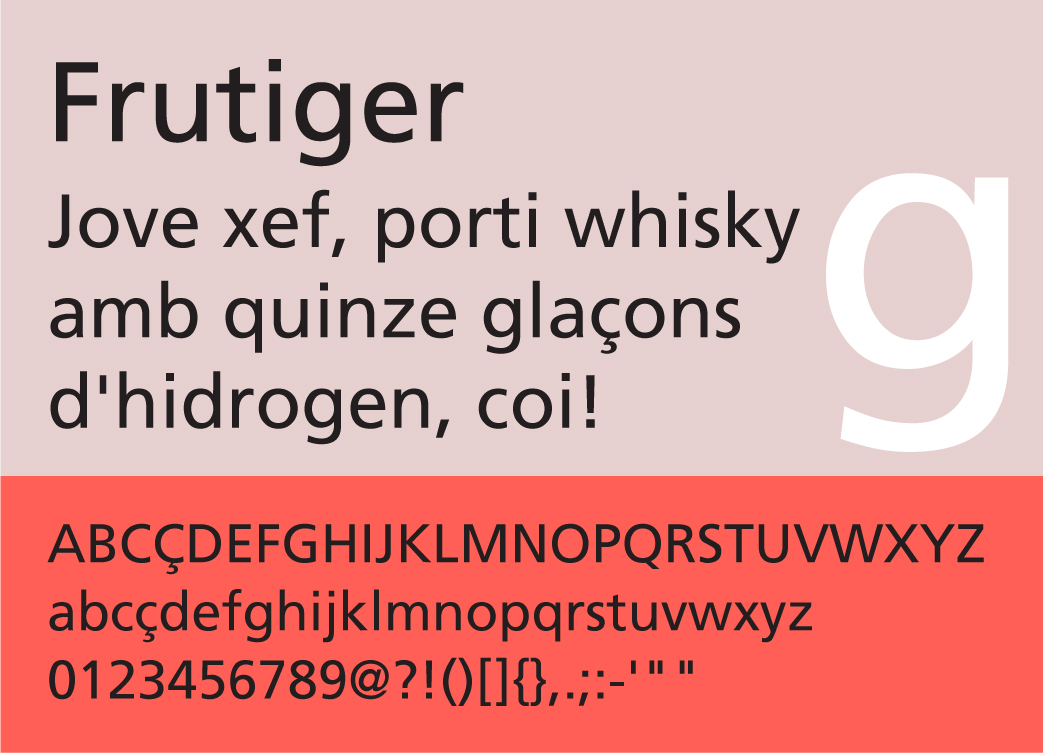
Muestra del juego tipográfico de la tipografía Frutiger en catalán.

Frutiger es una familia tipográfica. Su creador fue el diseñador Adrian Frutiger, suizo nacido en 1928, uno de los tipógrafos más prestigiosos del siglo XX.
El nombre de Frutiger comprende una serie de tipos de letra ideados por el tipógrafo suizo Adrian Frutiger. La primera Frutiger fue creada a partir del encargo que recibió el tipógrafo en 1968. Se trataba de diseñar el proyecto de señalización de un aeropuerto que se estaba construyendo, el Aeropuerto Charles de Gaulle en París. Aunque se trataba de una tipografía de palo seco, más tarde se fue ampliando y actualmente consta también de una Frutiger serif y modelos ornamentales de Frutiger.

## El nacimiento de un carácter tipográfico de señalización

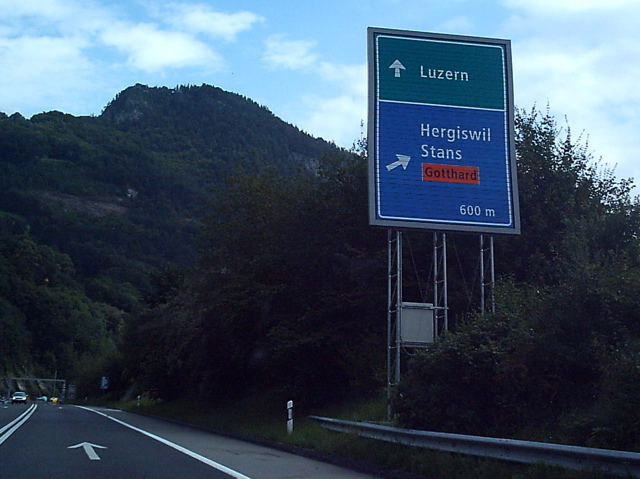
La tipografía ASTRA Frutiger en las señales de tráfico de Suiza.

La letra tipográfica Frutiger fue creada por el tipógrafo suizo Adrian Frutiger, contemporáneo y reconocido por otra de sus tipografías más famosas, la Univers.
La Frutiger nació a raíz de un encargo que recibió el diseñador en 1968. Se trataba de crear una tipografía para el sistema de señalización del nuevo aeropuerto de París-Charles de Gaulle, en Francia. La idea era crear una letra tipográfica moderna que combinara perfectamente con la arquitectura vanguardista del nuevo aeropuerto.
El punto central era que el carácter tipográfico se tenía que poder visualizar desde lejos: El viajero tenía que poder leer, mientras corría, la información de los rótulos de señalización del aeropuerto.
Se especulaba con la idea de que Adrian Frutiger utilizaría la letra tipográfica Univers para este encargo, pero prefirió diseñar una nueva. Una de las razones era porque los remates de la Univers son demasiado redondeados y cerrados, perfectos para la decoración, pero no facilitan la lectura rápida a largas distancias. Para esta función se necesitaban formas más depuradas.
Las señalizaciones del aeropuerto se diseñaron con un fondo amarillo oscuro. Sobre él contrastaban los textos en francés en negro, y los textos en inglés en blanco.
Se estudiaron y se establecieron todas las reglas tipográficas teniendo en consideración todos los casos posibles de señalización.
Originalmente, la Frutiger se llamaba Roissy, como el aeropuerto para el cual había sido diseñada y que estuvo acabado en 1975. La Fundición Stempel dio a conocer la Frutiger en 1976.
En 1978 Linotype compró los derechos de reproducción y pasó a llamarse Frutiger, como su creador.
No fue la única vez que se utilizaba la Frutiger para la señalización. En el año 2003 la tipografía ASTRA Frutiger, una variante de la Frutiger original, sustituyó la VSS de las señales de tráfico de Suiza. Para conseguir una legibilidad óptima, Adrian Frutiger aumentó los blancos internos, sobre todo de las letras "a" y "e"...

## Análisis de la tipografía Frutiger
La Frutiger original es una letra de palo seco, simple, robusta y sin serifas. No es estrictamente geométrica pero tampoco es estrictamente humanista. La mayoría de tipografías de palo seco existentes en la época en que la Frutiger fue diseñada poseían terminaciones redondeadas y cerradas, perfectas para la función decorativa, pero poco adecuadas para una lectura a distancia.

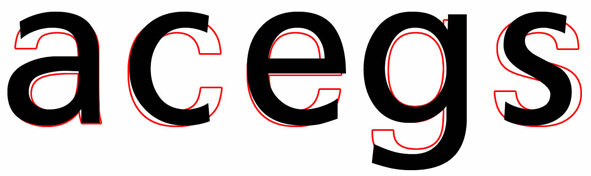
Comparación de la Univers (en rojo) y la Frutiger (en negro).

Para establecer las medidas esenciales de las letras de todo el alfabeto se tomaron como bases las letras "H" para las mayúsculas y la "n" para las minúsculas. Aun así, esta tipografía tiene la particularidad de que en todas sus letras de trazos redondeados, como la "o", "O", "C" o la "U", el trazo de la curva sobresale de la alineación horizontal del resto del juego tipográfico.

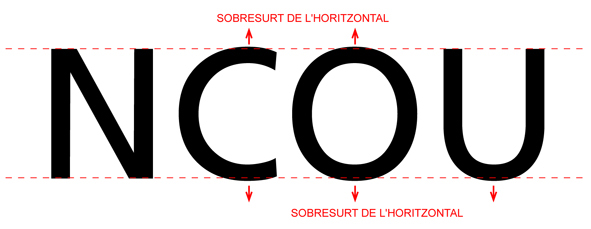
El trazo de las curvas superiores o inferiores sobresale de la línea horizontal de la tipografía.

Refiriéndose a la proporción, existe poca diferencia entre las mayúsculas y las minúsculas. En el caso de las minúsculas, el trazo es ligeramente más fino que el de las mayúsculas. En el caso de las minúsculas con astas ascendentes (como la "d", la "l" o la "t"), dichas astas sobresalen respecto de las mayúsculas, mientras que las astas descendentes son más cortas que estas.

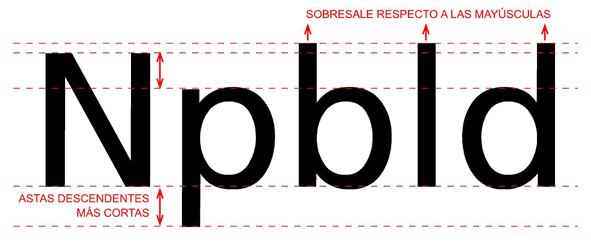
Las astas ascendentes de las letras minúsculas sobresalen con respecto a las mayúsculas mientras que las descendentes son más cortas que estas.

Un detalle que tiene la Frutiger y que no tienen la mayoría de letras de palo seco, está en los arcos superiores de la "n" o inferiores de las "b", "d", "p", etc. Estos se presentan más finos y menos angulosos. Este detalle es muy importante para facilitar su legibilidad.
Partiendo de la letra "o" como base, los anchos de las minúsculas son armónicos entre ellos.
Se diferencian bien los gruesos entre las verticales y las horizontales de las letras "A", "E", "F" o "H".

## Tipos de Frutiger y familias

### Frutiger (1976)
(Linotype Originals)

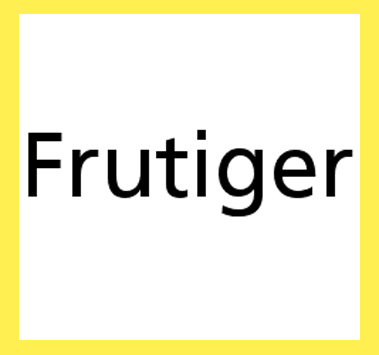
Categoría: Humanista - Palo seco, Año: 1976

Diseñada por Adrian Frutiger en 1976 a raíz del encargo de crear un sistema de señalización para el aeropuerto Charles de Gaulle (París).
Es una familia de gama extensa y fue realizada entre los años 1975 / 1980 por Adrian Frutiger y su ayudante Hansjürg Hunziker.
La peculiaridad de Adrian Frutiger es utilizar un sistema numérico para diferenciar su familia. Se trata de una numeración de dos cifras. La primera (en posición de decenas) corresponde al grueso de las astas, la segunda (en posición de unidades) corresponde a la forma de la letra. La cifra base o referencia es el cinco, de forma que 55 señala una serie con el grueso del trazo normal y redonda; 56 si es de trazo normal y cursiva; 57 indica una letra condensada.
Si lo que se varían son los gruesos: 45 indica una serie fina, 55 estándar, 65 negrita y 75 una serie extra negrita.
Esta combinatoria para describir series fue utilizada por primera vez en la tipografía Univers del mismo autor y se adoptó, en la época de la fotocomposición, como un estándar.
Actualmente, algunas tipografías que incluyen muchas series, emplean este sistema para describir las variedades formales.

#### Familias tipográficas
- Frutiger: 45 Light, 46 Light Italic, 55 Roman, 56 Italic, 65 Bold, 66 Bold Italic, 75 Black, 76 Black Italic, 95 Ultra Black.

- Frutiger Condensed: Frutiger 47 Light Condensed, 48 Light Condensed Italic, 57 Condensed, 58 Condensed Italic, 67 Bold Condensed, 68 Bold Condensed Italic, 77 Black Condensed, 78 Black condensed Italic, 87 Extra Black Condensed, 88 Extra Black condensed Italic.

- Frutiger Central European: Frutiger Central European 45 Light, Central European 46 Light Italic, Central European 55 Roman, Central European 56 Italic, Central European 65 Bold, Central European 66 Bold Italic, Central European 75 Black, Central European 76 Black Italic, Central European 95 Ultra Black, Central European 47 Light Condensed, Central European 57 Condensed, Central European 67 Bold Condensed, Central European 77 Black Condensed, Central European 87 Extra Black Condensed.

- Frutiger Cyrillic: Frutiger Cyrillic 45 Light, Cyrillic 46 Light Italic, Cyrillic 55 Roman, Cyrillic 56 Italic, Cyrillic 65 Bold, Cyrillic 66 Bold Italic, Cyrillic 75 Black, Cyrillic 76 Black Italic, Cyrillic 95 Ultra Black, Cyrillic 47 Light Condensed, Cyrillic 57 Condensed, Cyrillic 67 Bold Condensed, Cyrillic 77 Black Condensed, Cyrillic 87 Extra Black Condensed.

### Frutiger Stones (1998)
(Linotype Originals)

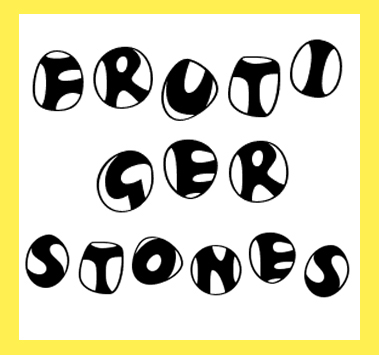
Categoría: Ornamental, Año: 1998.

Diseñada por Adrian Frutiger en 1998. Con esta tipografía, el diseñador explotó su creatividad inspirándose en las formas redondas de las piedras de los ríos. Es original y posee un cierto aire rupestre. Se podría incluir, por tanto, dentro de la categoría de tipografías de fantasía. No presenta caracteres de gran legibilidad, por tanto no está pensada para ser utilizada en textos, sino en elementos decorativos concretos. Se presenta en versión positiva y negativa y se complementa con la Frutiger Symbols.

#### Familias tipográficas
- Frutiger Stones Regular
- Frutiger Stones Positiv
- Frutiger Stones Negativ

### Frutiger Symbols (1998)
(Linotype Originals)

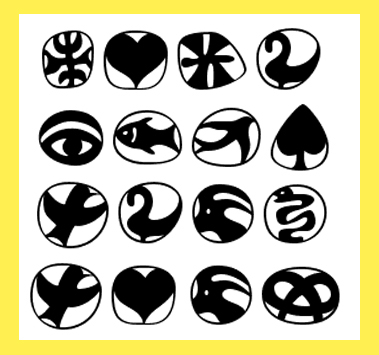
Categoría: Ornamental.

Diseñada por Adrian Frutiger en 1998. Signos simbólicos encajados en formas redondeadas que complementan la Frutiger Stones. Representan entes de la naturaleza (animales y plantas), símbolos religiosos y mitológicos.
Esta tipografía tampoco fue concebida para la escritura, sino para la decoración y la ornamentación.

#### Familias tipográficas
- Frutiger Symbols Regular
- Frutiger Symbols Positiv
- Frutiger Symbols Negativ

### Frutiger Next (2000)
(Linotype Platinum Collection)

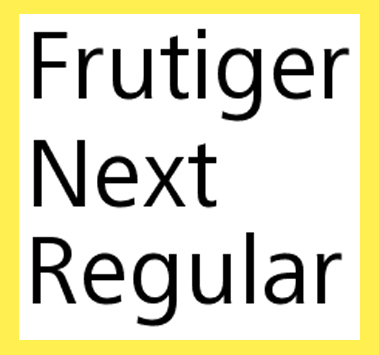
Categoría: Palo seco.

Diseñada por Adrian y Linotype Design Studio en el año 2000.
Es una versión revisada y aumentada de la Frutiger original, con la altura de la x ligeramente mayor, y, en general, con más contraste.
Hasta el año 2000 ha sido la versión más rica en características tipográficas, ya que soporta 48 idiomas derivados del latín de la Europa Occidental, Central y Oriental, incluso las lenguas bálticas y el turco.
Pertenece a la colección Linotype Platinum Collection. Las tipografías de esta colección han sido cuidadosamente digitalizadas y poseen la alta calidad exigida por la tipografía profesional.
Otras tipografías de esta colección son: Avenir Next, Compatil, Eurostile Next, Optima Nova, Palatino Nova, Univers Next, Sabon Next o Syntax Next.
La familia está disponible en dos versiones: OpenType, o en los formatos tradicionales de tipos de letra (PostScript y True Type). La familia OpenType tiene siete pesos. La versión original comporta un sistema de 18 pesos.

#### Familias tipográficas
- Frutiger Next: Frutiger Next Ultra Light, Next Ultra Light Italic, Next Light, Next Light Italic, Next Regular, Next Italic, Next Medium, Next Medium Italic, Next Bold, Next Bold Italic, Next Heavy, Next Heavy Italic, Next Black, Next Black Italic.

- Frutiger Next Condensed: Frutiger Next Condensed Ultra Light, Next Condensed Light, Next Condensed Regular, Next Condensed Medium, Next Condensed Bold, Next Condensed Heavy, Next Condensed Black.

- Frutiger Next Central European: Next Central European Light, Next Central European Light Italic, Next Central European Italic, Next Central European Regular, Next Central European Medium, Next Central European Medium Italic, Next Central European Bold, Next Central European Bold Italic, Next Central European Heavy, Next Central European Heavy Italic, Next Central European Black, Next Central European Black Italic, Next Central European Light Condensed, Next Central European Condensed, Next Central European Medium Condensed, Next Central European Bold condensed, Next Central European Heavy Condensed, Next Central European Black Condensed.

- Frutiger Next W1G: Frutiger Next W1G Ultra Light, Next W1G Ultra Light Italic, Next W1G Light, Next W1G Light Italic, Next W1G Regular, Next W1G Italic, Next W1G Medium, Next W1G Medium Italic, Next W1G Bold, Next W1G Bold Italic, Next W1G Heavy, Next W1G Heavy Italic, Next W1G Black, Next W1G Black Italic.

- Frutiger Next W1G Condensed: Frutiger Next W1G Condensed Ultra Light, Next W1G Condensed Light, Next W1G Condensed, Next W1G Condensed Medium, Next W1G Condensed Bold, Next W1G Condensed Heavy, Next W1G Condensed Black.

### ASTRA Frutiger (2003)
Diseñada por Adrian Frutiger en 2003.
La VSS - Schweizerischer Verband der Strassen und Verkehrsfachleute (Asociación Suiza de Profesionales de tráfico y de carreteras) era, desde 1860, la encargada de redactar las normas relativas a las señalizaciones de las carreteras suizas. A principios de 1990 la VSS decidió revisar estas normas y cambiar la anticuada tipografía por una más legible y más fácil de aplicar.
Después de varios años de trabajo intenso, Adrian Frutiger creó la tipografía ASTRA Frutiger.
Se basa en una Frutiger 57 condensada, con ligeros cambios. Por ejemplo, más espacio entre sus caracteres para facilitar la lectura desde largas distancias.
Se presenta en dos estilos: El estándar para las carreteras comarcales y el Autobahn para las autopistas. En este último caso, los espacios entre caracteres son mucho más amplios.

#### Familias tipográficas
- ASTRA-Frutiger Standard/Standard
- ASTRA-Frutiger Autobahn/Autoroute

### Frutiger Capitalis Font Family (2005)
(Lynotipe Originals)

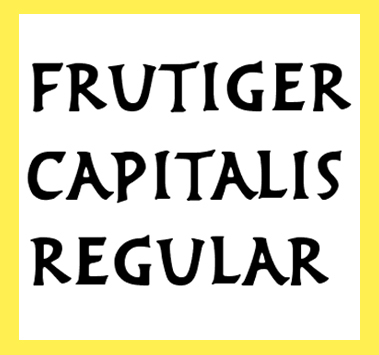
Categoría: Ornamental.

Diseñada por Adrian Frutiger en 2005.
Después de trabajar en tipos de letras sofisticadas y meticulosas, Frutiger Capitalis ha sido una liberación, ya que es una tipografía alegre que revela vitalidad. Se presenta en forma positiva, perfilada y de signos. La Frutiger Capitalis Signs es un cosmos de los símbolos dibujados con trazos suaves, algunos poco legibles para dejar margen para la interpretación.

#### Familias tipográficas
- Frutiger Capitalis Regular
- Frutiger Capitalis Outline
- Frutiger Capitalis Signs

### Frutiger Arabic (2007)
(Linotype Originals)

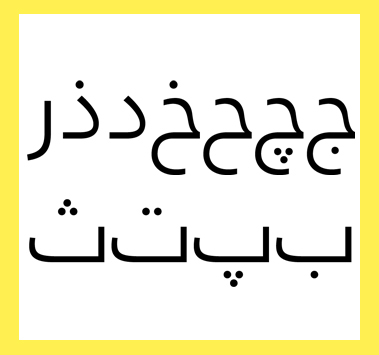
Categoría: Humanista-Palo seco.

Diseñada en 2007 por Nadine Chahine (diseñadora libanesa, que también se ha encargado de crear la versión árabe de la Helvética) y asesorada por Adrian Frutiger durante el proceso de creación.
Frutiger Arabic se basa en el estilo Kufi, pero su diseño incorpora aspectos de Ruqaa y formas Naji.
Se puede catalogar como una Humanista Kufi, muy estructural y geométrica.
Al igual que la Frutiger original, el diseño está dirigido a aplicaciones de señalización, pero también es muy adecuado para dispositivos de baja resolución en pantalla, identidad corporativa y aplicaciones de marca. Es compatible con el árabe, persa y urdú.

#### Familias tipográficas
- Frutiger Arabic 45 Light, 55 Roman, 65 Bold, 75 Black, 47 Condensed Light, 57 Condensed, 67 Condensed Bold, 77 Condensed Black.

### Frutiger Serif (2008)
(Linotype Originals)

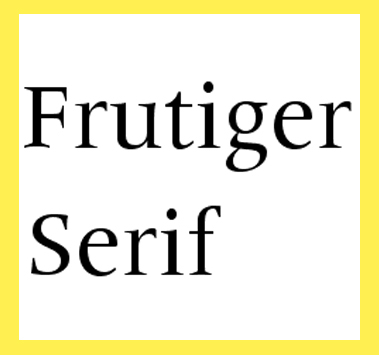
Categoría: Serif.

Diseñada por Adrian Frutiger y Akira Kobayashi (director tipográfico de Linotype) en 2008. Fue presentada el 24 de mayo de 2008, coincidiendo con el aniversario de Frutiger.
Es una versión actualizada y ampliada de la tipografía Meridien (creada por Adrian Frutiger en la década de los 50 y publicada en 1957 por Deberny & Beignot), pero la Frutiger Serif es más condensada que la Meridien. El porqué de esta versión fue la necesidad de un tipo que funcionara con cuerpos más pequeños que 10 o 12 puntos. Es perfecta para grandes cantidades de texto y medidas más pequeñas que las habituales.
Combina muy bien con los diseños de palo seco de Adrian Frutiger, como la Frutiger, Next Frutiger o la Univers.

#### Familias tipográficas
- Frutiger Serif: Frutiger Serif Light, Serif Light Italic, Serif Regular, Serif Italic, Serif Medium, Serif Medium Italic, Serif Bold, Serif Bold Italic, Serif Heavy, Serif Heavy Italic.

- Frutiger Serif Condensed: Frutiger Serif Condensed Light, Serif Condensed Light Italic, Serif Condensed, Serif Condensed Italic, Serif Condensed Medium, Serif Condensed Medium Italic, Serif Condensed Bold, Serif Condensed Bold Italic, Serif Condensed Heavy, Serif Condensed Heavy Italic.

### Neue Frutiger (2009)
(Linotype Platinum Collection)

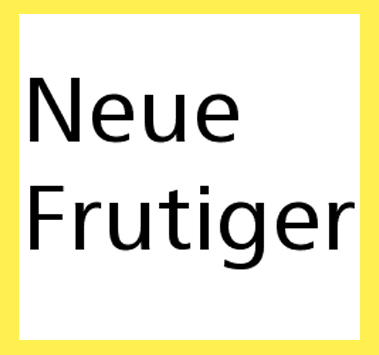
DCategoría: Palo seco.

Diseñada por Adrian Frutiger y Akira Kobayashi (director tipográfico de Linotype) en 2009. Es su creación más reciente.
Esta tipografía es una mejora de la Frutiger original. Se han perfeccionado, por ejemplo, los acentos, que encajan mucho mejor. Los blancos internos de la R y de la d son más redondos y los brazos de la C más abiertos. Se ha reducido el grueso de los símbolos de copyright y la marca registrada para mejorar su adaptabilidad a las medidas más pequeñas. El símbolo de la arroba también se ha modernizado.
Las alturas de las tipografías Frutiger y Neue Frutiger son iguales. Es por eso que se pueden mezclar entre ellas o con la Frutiger Serif.

#### Familias tipográficas
- Neue Frutiger: Neue Frutiger Ultra Light, Ultra Light Italic, Thin, Thin Italic, Light, Light Italic, Book, Book Italic, Regular, Italic, Medium, Medium Italic, Bold, Bold Italic, Heavy, Heavy Italic, Black, Black Italic, Extra Black, Extra Black Italic.

- Neue Frutiger Condensed: Neue Frutiger Condensed Ultra Light, Ultra Light Italic, Thin, Thin Italic, Light, Light Italic, Book, Book Italic, Regular, Italic, Medium, Medium Italic, Bold, Bold Italic, Heavy, Heavy Italic, Black, Black Italic, Extra Black, Extra Black Italic.

- Neue Frutiger Cyrillic: Neue Frutiger Cyrillic Ultra Light, Ultra Light Italic, Thin, Thin Italic, Light, Light Italic, Book, Book Italic, Regular, Italic, Medium, Medium Italic, Bold, Bold Italic, Heavy, Heavy Italic, Black, Black Italic, Extra Black, Extra Black Italic.

- Neue Frutiger W1G: Neue Frutiger W1G Ultra Light, Ultra Light Italic, Thin, Thin Italic, Light, Light Italic, Book, Book Italic, Regular, Italic, Medium, Medium Italic, Bold, Bold Italic, Heavy, Heavy Italic, Black, Black Italic, Extra Black, Extra Black Italic.

## Aplicación de la tipografía Frutiger a marcas corporativas

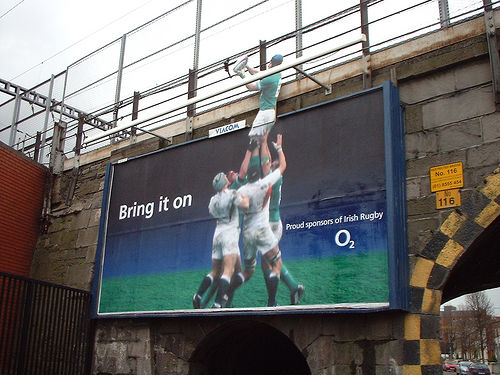
Valla publicitaria de O2 en Irlanda usando Frutiger como tipografía corporativa.

La versatilidad de la letra tipográfica Frutiger, con sus formas sencillas y siempre actuales, ha permitido su utilización para la señalización y también su aplicación al diseño gráfico y a las marcas corporativas. Algunos ejemplos son:
- Telefónica O2 - Es una marca comercial que ofrece servicios de telefonía en el Reino Unido, Irlanda, Alemania, República Checa y Eslovaquia. -

- London School of Economis & Political Science - Es una universidad especializada en una amplia gama de ciencias sociales (economía, política, derecho, sociología, antropología, contabilidad y finanzas) -

- NHS - Servicio nacional de salud de Inglaterra -

- Conservative - Partido conservador de Canadá -

- Banco Bradesco - Banco de Brasil -

- Fuerzas de defensa de Finlandia -

- CBC Radio Canada - Canadian Broadcasting Corporation - CBC

- Almirall - Farmacéutica española -

- RCN Radio / Canal RCN - Cadena de Radio y Televisión de Colombia - desde 1998 - hasta 2010 (RCN Radio) - desde 1998 hasta 2019 - (Canal RCN).
- TransMilenio - Sistema de transporte de Bogotá - Usado en los mapas y vidrios y puertas de vidrio y rejas de las estaciones desde 2000 a 2006 (en mapas) y hasta 2024 en las estaciones aproximadamente.

- Identidad Corporativa del Ayuntamiento de San Sebastián de los Reyes

## En la cultura popular
Retrospectivamente, la tipografía Frutiger dio su nombre a la estética de internet de los 2000 Frutiger Aero, debido a que la tipografía se utilizó en entornos similares a este estilo de diseño.

## Anexos
- Lista de tipografías de Adrian Frutiger